# Expeditie Robinson 2018 (België)
Expeditie Robinson 2018 was het eerste reguliere seizoen van de afzonderlijke Belgische versie van Expeditie Robinson, een televisieprogramma waarin deelnemers moesten overleven op een onbewoond eiland en tegen elkaar streden voor de overwinning.
Er werden eerder al dertien seizoen uitgezonden in een coproductie tussen België en Nederland. Na jarenlange afwezigheid op de Belgische televisie keert het programma in 2018 terug en dit keer bij zender VIER, die het programma in het verleden ook al heeft uitgezonden. Dit seizoen startte op 6 september en eindigde op 13 december 2018 bij VIER. Het programma werd voor het eerst gepresenteerd door Bartel Van Riet. Dit was de eerste keer dat er met maar een presentator gewerkt werd. Net als het in het begin van het programma deden er enkel onbekende Belgen mee.

## Expeditieleden
| Naam                   | Uit        | Beroep                             | Kamp         | Resultaat           |
| ---------------------- | ---------- | ---------------------------------- | ------------ | ------------------- |
| Robbe De Backer        | Torhout    | Antiquair                          | Zuid / Noord | Winnaar             |
| Nele Velghe            | Vlissegem  | Restaurantuitbaatster              | Zuid         | Verliezend finalist |
| Arnaude Bogaert        | Heusden    | Consulente slachtofferhulp politie | Noord        | 3e                  |
| Anton Karton           | Brasschaat | Interne communicatie manager Total | Noord / Zuid | 4e                  |
| Luc Terium             | Kinrooi    | Militair piloot op rust            | Zuid         | 5e                  |
| Imke De Bruyn          | Berlaar    | Student leerkracht                 | Noord        | 6e                  |
| Frederik "Fré" Leys    | Leuven     | Burgerlijk ingenieur               | Noord / Zuid | 7e                  |
| Annick Buyens          | Zoersel    | Sport- en dansleerkracht           | Noord / Zuid | 8e                  |
| Lesley Dada            | Houthalen  | Personal trainer                   | Noord        | 9e                  |
| Chloé Evangelista      | Kortrijk   | Accountmanager                     | Zuid         | 10e                 |
| Emilie Koot            | Beveren    | Make-upartieste                    | Noord        | 11e                 |
| Gilles Paku            | Landen     | Medewerker grafisch bedrijf        | Zuid / Noord | 12e                 |
| Angelo Delcroix        | Lauwe      | Sales manager                      | Zuid         | 13e                 |
| Oona Geeraerts         | Antwerpen  | Thuisverpleegster                  | Zuid         | 14e                 |
| Jonas Gilles           | Tildonk    | IT headhunter                      | Zuid         | 15e                 |
| Thomas François Jacobs | Antwerpen  | Dansleraar                         | Noord        | 16e                 |
| Lisa Ceulemans         | Edegem     | Psychiatrisch verpleegkundige      | Zuid         | 17e                 |

- De eerste negen kandidaten hebben de samensmelting gehaald. De tiende kandidaat is afgevallen in een proef om de samensmelting te halen en is dus niet weggestemd.

## Trivia
- Luc was met 50 jaar de oudste deelnemer van het seizoen en Imke met 21 jaar de jongste. Zij werden door een proef aan de start van het programma ook beide kapitein van een team, Luc van kamp Zuid en Imke van kamp Noord.